# Triangle du Soleil
Le Triangle du Soleil est une zone touristique située dans l'État de Guerrero qui gère le Sierra Madre del Sur de cet État. Cette zone touristique est formée par les villes d'Acapulco au sud, l'association des Ixtapa - Zihuatanejo au nord, et Taxco dans le centre de l'État. Ces villes sont celles qui reçoivent plus de touristes dans Guerrero.

## Acapulco
Acapulco est la plus grande ville portuaire et peuplée de la Guerrero et la plus visitée par les touristes. Cette destination obtient sa renommée depuis les années 1950 et 1970 est également devenu l'une des préférées des stars d'Hollywood dont Elizabeth Taylor et Elvis Presley, entre autres. Acapulco a été la première destination touristique de Mexique. Acapulco devient réputée en 1950, principalement visitée par les vedettes d'Hollywood ; désormais, Acapulco est également réputée pour ses virées nocturnes et attire toujours de nombreux vacanciers.

## Ixtapa
Ixtapa est une station balnéaire offrant une variété d'hôtels, il y a plus de 5 000 chambres d'hôtel disponibles pour les touristes d'Ixtapa. Ce complexe est un développement touristique payé par le gouvernement qui comprenait une zone de l'hôtel, des commerces et de nouvelles zones d'habitation en particulier pour attirer les touristes internationaux. Il était pensé à tort que le nom d'Ixtapa-Zihuatanejo était le nom que d'une seule ville, alors qu'en réalité, la ville est nommée en fonction de sa proximité avec le siège municipal de Zihuatanejo. En 1976, l'aéroport international est construit, et situé à seulement 10 minutes de la ville depuis la route nationale Zihuatanejo-Acapulco qui dessert les villes de Zihuatanejo et Ixtapa. Il existe de nombreuses possibilité de déplacement entre Ixtapa et Zihuatanejo grâce aux taxis.

## Taxco
Contrairement à Acapulco et Zihuatanejo, Taxco est une ville coloniale et le plus ancien centre minier du continent. Les Grottes Cacahuawamilpa sont les plus visitées des attractions touristiques. Depuis 1800, la population a commencé à tirer de l'argent de Taxco, qui n'est pas beaucoup par la fonte de la mine et beaucoup d'extraction de l'huile en vrac de l'argent.[Citation nécessaire] La ville de Taxco conserve encore beaucoup de son style colonial.

## Zihuatanejo
Zihuatanejo est un petit port de pêche historique situé dans l'État de Guerrero près d'Ixtapa, ayant eu une énorme croissance d'activité de par sa population et de par son économie grâce au tourisme. La grande variété des plages, l'hospitalité de ses habitants et la richesse de sa gastronomie font de Zihuatanejo la plus visitée des stations balnéaires du Mexique. Il s'étend autour de la baie de Zihuatanejo et des montagnes de la Sierra Madre del Sur. La ville est le siège du gouvernement de la municipalité et la communauté principale de la région. Depuis 1970, elle a été développée en étroite collaboration avec Ixtapa, mais en conservant son charme mexicain traditionnel. Le centre-ville est situé à l'extrémité nord de la baie. Le centre possède toujours des rues étroites pavées de pierres ou de briques. La ville possède également une communauté de longue date composée d'immigrés suisses et italiens.

## Développement touristique indicateurs
Données statistiques comparatives de 2011 et 2012 sur le développement du tourisme dans les villes qui composent le Triangle du Soleil,.
| Ville                | Occupation | Occupation |
| Ville                | 2011       | 2012       |
| -------------------- | ---------- | ---------- |
| Acapulco             | 43,7       | 48         |
| Ixtapa – Zihuatanejo | 47,7       | 50,8       |
| Taxco                | 29,6       | 31         |
| Total                | 44         | 47,9       |

| Ville                | Chambres d'hôtel | Chambres d'hôtel | Chambres d'hôtel | Chambres d'hôtel |
| Ville                | Création         | Création         | Chambres         | Chambres         |
| Ville                | 2011             | 2012             | 2011             | 2012             |
| -------------------- | ---------------- | ---------------- | ---------------- | ---------------- |
| Acapulco             | 242              | 238              | 17 793           | 17 612           |
| Ixtapa – Zihuatanejo | 206              | 209              | 7 109            | 7 155            |
| Taxco                | 34               | 35               | 1 065            | 1 078            |
| Totale               | 482              | 482              | 25 967           | 29 845           |

| Ciudad               | Afflux de touristes | Afflux de touristes | Afflux de touristes | Afflux de touristes | Afflux de touristes | Afflux de touristes |
| Ciudad               | National            | National            | International       | International       | Totale              | Totale              |
| Ciudad               | 2011                | 2012                | 2011                | 2012                | 2011                | 2012                |
| -------------------- | ------------------- | ------------------- | ------------------- | ------------------- | ------------------- | ------------------- |
| Acapulco             | 8 616 683           | 9 049 409           | 221 198             | 77 102              | 8 837 881           | 9 126 511           |
| Ixtapa – Zihuatanejo | 1,817 586           | 1,797 120           | 278 589             | 291 490             | 2 096 175           | 2 088 610           |
| Taxco                | 763 801             | 757 938             | 103 194             | 102 050             | 866 995             | 859 988             |
| Totale               | 11 198 070          | 11 604 467          | 602 981             | 470 642             | 11 801 051          | 12 075 109          |

| Ville                | Économie | Économie |
| Ville                | 2011     | 2012     |
| -------------------- | -------- | -------- |
| Acapulco             | 2 054,3  | 2 072,2  |
| Ixtapa – Zihuatanejo | 1 130,8  | 925,6    |
| Taxco                | 108,1    | 99,4     |
| Total                | 3 293,2  | 3 097,2  |

## Moyens de transport
Pour atteindre cette zone touristique il existe différents moyens de transport incluant :
- Aéroport international général Juan N. Alvarez
- Aéroport international d'Ixtapa-Zihuatanejo
- International transatlantique Port lieutenant José Azueta
- Acabús (en construction)
- Federal Highway 95
- Autopista del Sol